# El gran robatori del tren
El gran robatori del tren (títol original en anglès: The First Great Train Robbery) és una pel·lícula britànica dirigida per Michael Crichton, estrenada el 1979. Adaptació de la novel·la de Michael Crichton The Great Train Robbery, inspirada en el gran robatori d'or de 1855 de l'època victoriana.
Va obtenir el Premi Edgar-Allan-Poe al millor guió. Aquesta pel·lícula ha estat doblada al català.

## Argument
Edward Pierce vol realitzar un gran atracament atacant un tren ple de 25.000 lliures en lingots d'or que han de servir per finançar les tropes britàniques a Crimea el 1855.

## Repartiment
- Sean Connery: Edward Pierce
- Donald Sutherland: Robert Agar
- Lesley-Anne Down: Miriam
- Malcolm Ferris: Henry Fowler
- Alan Webb: Edgar Trent
- Pamela Salem: Emily Trent
- Gabrielle Lloyd: Elizabeth Trent
- Wayne Sleep: Willy

## Al voltant de la pel·lícula[calcitació]
- Es tracta del darrer film del director de fotografia, Geoffrey Unsworth, que morirà en el rodatge de la pel·lícula Tess. El film li és dedicat.

## Crítica
- "Típic lliurament de cop perfecte, es recrea massa en les descripcions tècniques de l'atracament, i resulta decebedor com a comèdia. El millor, l'erotisme de Lesley-Ann Down[3]
- "Simpàtica"[4]